# Drwęca

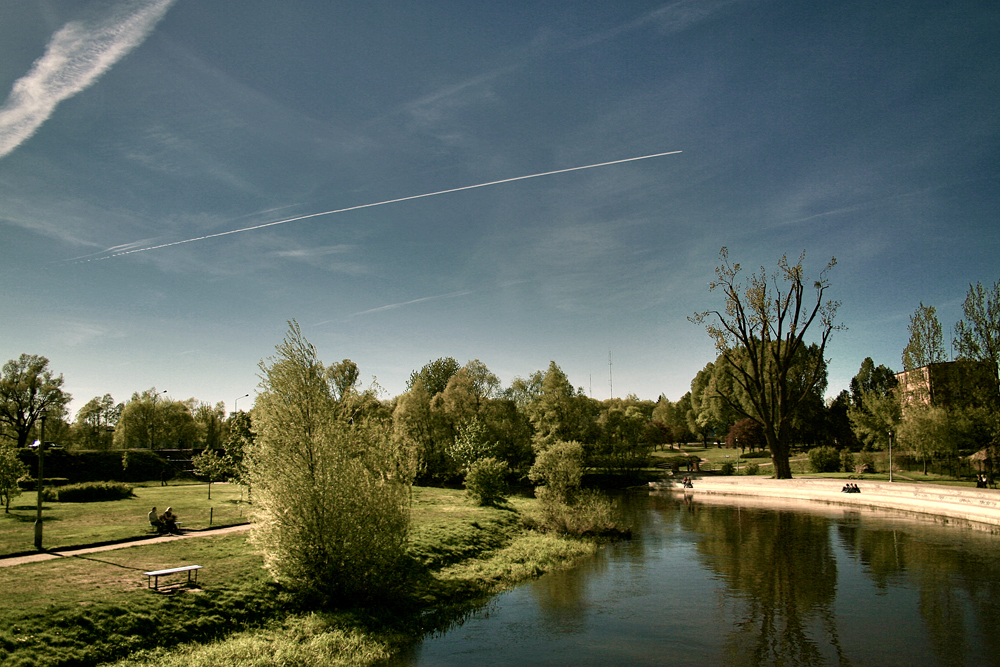
Drwęca

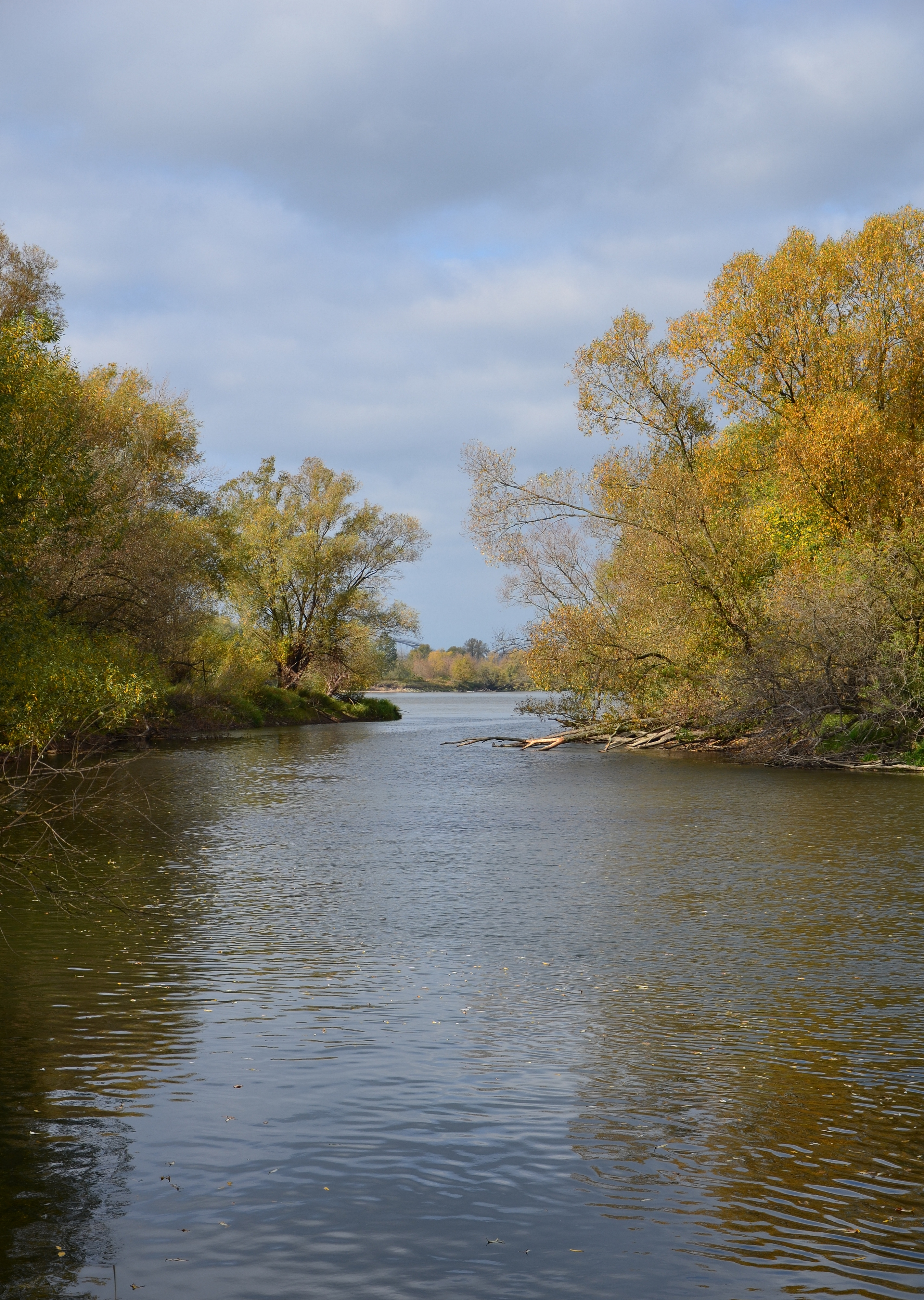
Drwęca

De Drwęca (Duits: Drewenz) is een zijrivier van de Wisła in het noorden van Polen. De Drwęca heeft een totale lengte van 253 km en een stroomgebied van 5536 km², dat geheel in Polen ligt.
De bron van de Drwęca ligt ongeveer 8 km ten zuidwesten van Olsztynek. De rivier stroomt eerst in noordwestelijke richting tot Ostróda, vervolgens in westelijke richting door de Jezioro Drwęckie (een meer in Mazurië), en daarna in zuidelijke en zuidwestelijke richting tot de monding in de Wisła, 10 kilometer van Toruń.
Het ongeveer 30 km lange gedeelte van de rivier tussen Brodnica en Lubicz bij Toruń maakte in de geschiedenis meerdere malen deel uit van de Poolse noordgrens.

## Plaatsen aan de Drwęca
- Ostróda
- Nowe Miasto Lubawskie
- Brodnica
- Golub-Dobrzyń
- Toruń